# Sienna Shaw
Sienna Shaw es un personaje ficticio de la franquicia Terrifier interpretada por Lauren LaVera y creada por Damien Leone. Shaw aparece por primera vez en Terrifier 2 (2022), ungiendo como la chica final que se enfrenta al asesino Art the Clown. Regresa para Terrifier 3, donde su personaje es explicado como un «ser celestial» al estilo de una valquiria creado para vencer a Art; concepto tomado de una película abandonada que Leone estaba desarrollando a finales de la década de 2000.
LaVera fue la única persona que Leone consideró para el papel, y señalo que Sienna es el personaje favorito que jamás haya creado. Sienna fue bien recibida por la crítica y el público, con gran parte de los elogios dirigidos a su caracterización e interpretación de LaVera. El disfraz de Halloween del personaje provocó una reacción significativamente favorable de los fanáticos. Para muchos, Sienna es tomada como un ejemplo contemporáneo de chica final, al enfrentarse físicamente a su asesino.

## Desarrollo y caracterización

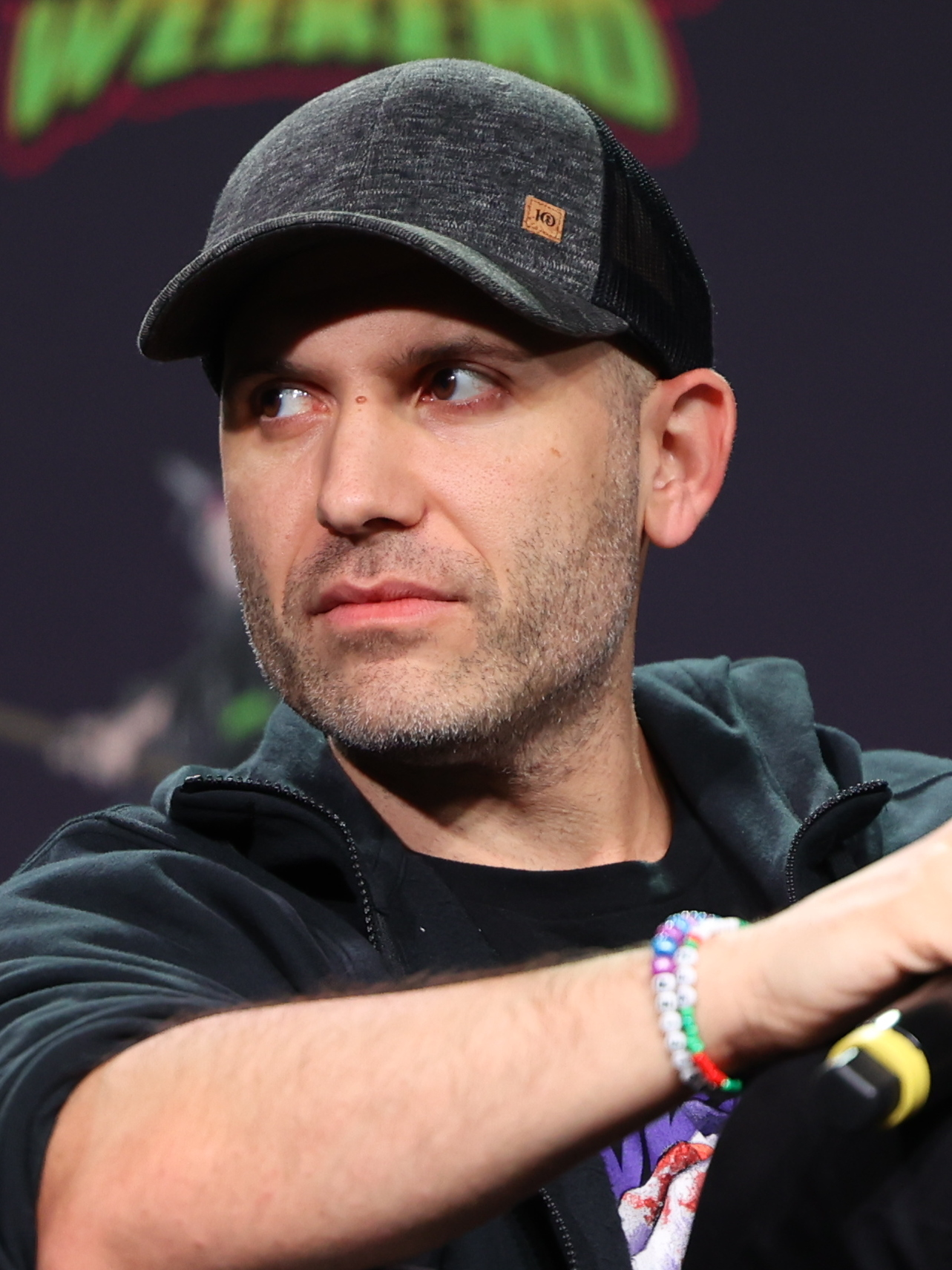
Damien Leone, creador de la franquicia Terrifier y de Sienna Shaw.

La concepción de Sienna Shaw se remonta a 2008, cuando Leone imaginó a una heroína vestida de ángel guerrero para luchar contra Art the Clown en un largometraje que continuaría su cortometraje debut como director, The 9th Circle. El proyecto fue descartado y Leone abandonó el concepto del personaje de Sienna.
Tras las críticas generalizadas a los protagonistas subdesarrollados de Terrifier (2016), Leone quería traer de vuelta a Sienna como la heroína para Terrifier 2. Leone pasó tres meses consecutivos en 2017 escribiendo un guion y gran parte de su atención se centró en el desarrollo de Sienna, con el objetivo de que tenga más profundidad que la heroína de la primera película, Victoria Heyes. Ha declarado que basó gran parte de las características de Sienna en sus dos hermanas mayores y que el personaje era muy personal para él. Leone escribió el personaje con matices religiosos míticos, imaginándola como una adolescente transformándose lentamente en la encarnación de un ángel del Antiguo Testamento que es el equivalente a la representación de Art de un demonio resucitado.
Leone mencionó que LaVera era la única persona que consideró para el papel y finalmente fue elegida e anunciada el 11 de septiembre de 2019. Ella mencionó que Leone y el actor David Howard Thornton describieron la dinámica entre Art y Sienna como algo inspirado en la relación entre el superhéroe Batman y el supervillano Joker de DC Comics durante un almuerzo poco después de su casting. Leah Voysey también audición para Sienna antes de que el coproductor Jason Leavy, la recomendara como presentadora de la secuencia Clown Cafe, y luego elegida como una enfermera al final de la cinta. Leone afirmó que de todos los actores con los que ha trabajado, LaVera fue la que mostró mayor interés y cuidado por uno de sus personajes, preguntándolo constantemente sobre sus intenciones para Sienna e incluso escribiendo un diario para comprender quién creía que era Sienna. LaVera hizo que Leone creara una lista de reproducción para ella que él imaginó que escucharía el personaje. LaVera describe a Sienna como un reflejo de la personalidad de Leone.

### Disfraz de valquiria
La diseñadora de vestuario, Olga Yarlug, creó el disfraz de ángel-guerrero con el estilo de una valquiria en el que Sienna pasa la primera parte de la película. El atuendo ayudó a LaVera a desarrollar su físico para su actuación, describiéndolo como una contribución a que ella encarne la confianza que le brinda a Sienna; LaVera retrató conscientemente a Sienna como tímida y encorvada pero más segura y más erguida al final de la película.
El atuendo fue bien recibido por el público. LaVera comenzó a recibir mensajes privados de fanáticos que le decían que tenían la intención de hacer un disfraz similar o una interpretación drag de Sienna. Si bien le gustó el diseño y lo usó al principio, a LaVera no le incomodó usarlo durante todo el rodaje porque estaba incompleto antes de que comenzara la filmación y le faltaba forro. Tuvo que usar cinta adhesiva para mantenerlo unido e incluso le salieron ampollas.

## Apariciones
El personaje hizo su debut cinematográfico en Terrifier 2 el 6 de octubre de 2022. En la película, Sienna (Lauren LaVera) es una adolescente que vive con su madre viuda y su hermano menor Jonathan tras la muerte de su padre. Ha estado desarrollando un cosplay para Halloween sobre un personaje de ángel guerrero que su padre creó para ella antes de su muerte, combinándolo con una espada que este le dejo. Jonathan cree que su padre imaginó a Sienna como la única persona capaz de derrotar a Art the Clown. Sienna comienza a tener extraños encuentros con Art, tanto en sus sueños como en la vida real. Después de participar en una batalla con Art para defender a su hermano, Art la mata con la espada de su padre antes de que ésta la resucite y ella lo decapita.
El personaje regresa en Terrifier 3 de 2024. En esta película, ambientada cinco años después de Terrifier 2, Sienna sale de un hospital psiquiátrico para vivir con su tía materna, el esposo de esta y su prima menor, Gabbie. La relación de Sienna y Jonathan se ha distanciado a medida que manejan su trauma de manera diferente. Además, sufre de culpa del superviviente y con frecuencia ve alucinaciones de su amiga muerta Brooke. Art y Victoria Heyes, poseída, matan al resto de su familia, excluyendo a Gabbie. Después de obtener su espada, Sienna le corta la garganta a Art y decapita a Victoria, cuya sangre abre un portal al infierno. Gabbie cae por el portal y Sienna promete salvarla. También se demuestra que, al igual que Art, Sienna tiene capacidades curativas sobrenaturales.

## Recepción

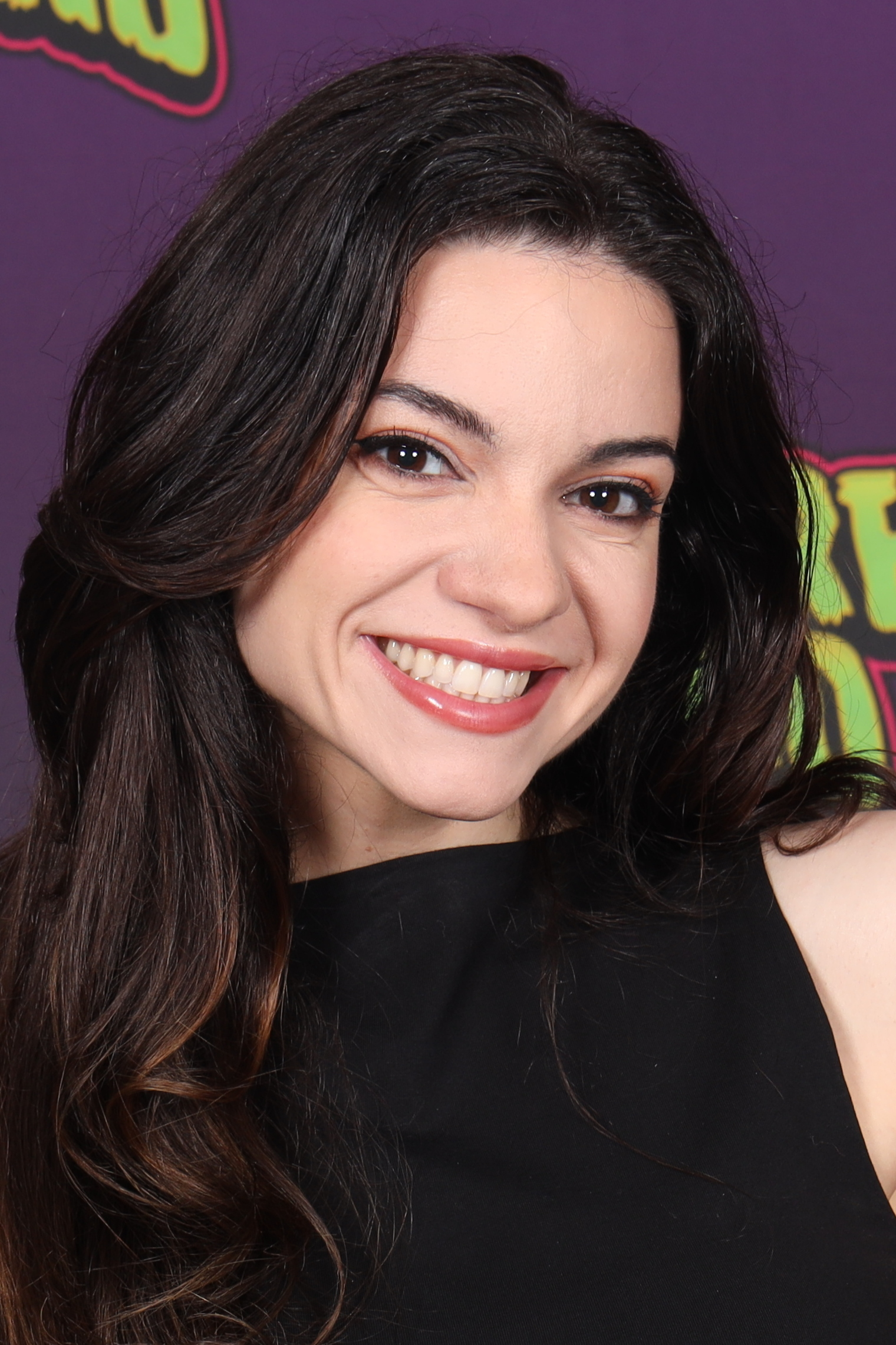
La interpretación de Lauren LaVera fue bien recibida por la critica y la audiencia, mencionando como se apodero del personaje de Sienna, que significo un nuevo aire para las chicas finales en cintas slashers.

Raquel Hollman de Collider, describe a Sienna como la Mujer Maravilla de las películas de terror y que proporciona un «elemento sobrenatural» al concepto de chica final debido a su resurrección después de la muerte. Hollman la contrasta con Victoria Heyes, la única superviviente de la primera película, diciendo: «Leone no solo nos ofrece una chica final que salió mal en Vicky, sino también una chica final aparentemente tan poderosa como su enemigo en Sienna». Hollman escribe que si bien la primera película es únicamente la narrativa de Art, la segunda película cambia el enfoque a Sienna y que ella es el equivalente de Art en el sentido de que «son fuerzas opuestas que son paralelas entre sí en un nivel espacial y espiritual. A pesar de toda la crueldad que tiene Art, Sienna es un personaje impulsado por sus relaciones con quienes la rodean».
Jeffrey Anderson de Common Sense Media describe a Sienna como un modelo positivo para los espectadores y los estados, señalando como «es fácil ver qué gran personaje nuevo es Sienna; su disfraz de guerrera es sólo la mitad». Scott Mendelson de Forbes escribió: «LaVera es una chica objetiva/protagonista/final principal agradable y comprensiva». Al escribir para /Film, Matthew Bilodeau destaca que la actuación de LaVera aporta un sentido de personalidad y escribe que Sienna probablemente se convertirá en un personaje popular para cosplay. Jaden Oberkrom del North Texas Daily elogió a LaVera y escribió que su actuación «inmediatamente hace que la audiencia se interese en su personaje».
| Ella también puede ser la chica final más influyente del año: la que marcará el comienzo de una generación de chicas finales preparadas para atacar a sus asesinos. —Andrew Crump para Fangoria sobre la importancia de Sienna para el símbolo de chica final en las películas de terror. |

Andrew Crump, que escribe para Fangoria, escribe que Sienna fue la heroína más influyente de 2022, escribiendo que «cuando Sienna acepta su papel de que Ella matará a Art, efectivamente se convierte en una nueva variante de chica final. No es simplemente inevitable que ella y Art acaben con Terrifier 2 juntos». Señalo también como LaVera esta haciendo un gran logro interpretando al personaje, comparándola con actrices de terror como Neve Campbell y Jamie Lee Curtis. Dakota Mayes de MovieWeb escribe que «LaVera le da vida a Sienna y la interpreta como una chica final como ninguna otra». Al escribir para Comic Book Resources, Maddie Davis destaca la resurrección del personaje después de la muerte como algo que la hace notablemente diferente de las heroínas de terror anteriores. Matt Donato de IGN declaró que «LaVera gobierna como Sienna con su armadura de fantasía con alas de ángel como la chica final que lucha por la familia, se enfrenta a sus demonios y grita sangrientos gritos de guerra en el rostro burlón de Art».
Rocco T. Thompson de Slant Magazine señaló que LaVera trajo «intensidad emocional a la narrativa» con su interpretación. Matthew Jackson para The A.V. Club mencionó como LaVera «se consolida como una de las nuevas estrellas más brillantes del terror con su segunda aparición».
El personaje ha sido bien recibido por el público, y LaVera recuerda que le mostraron el primer tatuaje de Sienna en 2020, tras el lanzamiento del avance de Terrifier 2. En respuesta a la recepción favorable a su personaje, LaVera declaró para The A.V. Club: «Eso es todo lo que un actor siempre quiere. No tanto que los fans se hagan tatuajes, aunque me siento honrada; se trata más del hecho de que sienten esta conexión con ella. Sienten fuerza de ella. Sienten que se ven a sí mismos en ella, y eso es todo lo que un actor siempre quiere, hacer que su público se sienta menos solo. Por eso me dediqué a actuar. Estoy recopilando todas las fotos. Los tengo en mi teléfono, todos los disfraces de Sienna. Los estoy recopilando lentamente y eventualmente haré una publicación con ellos, en honor a todos los que han estado honrando a Sienna. Es una experiencia irreal».

### Reconocimientos
| Año  | Premiación                | Categoría                      | Trabajo nominado | Resultado | Ref.   |
| ---- | ------------------------- | ------------------------------ | ---------------- | --------- | ------ |
| 2023 | Premios Fangoria Chainsaw | Premio Globo ocular del editor | Terrifier 2      | Ganadora  | [ 27 ] |